# Modernismo (literatura en español)
El modernismo en la literatura en español hace referencia a un movimiento literario desarrollado entre los años 1880 y 1917 fundamentalmente en el ámbito de la poesía. Se caracterizó por una ambigua rebeldía creativa, un refinamiento narcisista y aristocrático, el culturalismo literario y una profunda renovación estética del lenguaje y la métrica. Es una recapitulación y una mezcla de tres corrientes europeas: el romanticismo, el simbolismo y especialmente el parnasianismo. Las pasiones internas, visiones, armonías y ritmos son expresadas en una música verbal rica y altamente estilizada. 
Su principal autor y máximo exponente fue el nicaragüense Rubén Darío, artífice del libro de cuentos y poemas Azul..., publicado en el año 1888 y considerado el punto de partida del modernismo en Hispanoamérica.
Otros exponentes notables fueron Leopoldo Lugones, José Santos Chocano, José Asunción Silva, Julio Herrera y Reissig, Julián del Casal, Manuel González Prada, Gonzalo Zaldumbide, Aurora Cáceres, Delmira Agustini, Manuel Díaz Rodríguez y José Martí. El movimiento fue de gran influencia en todo el mundo de habla hispana (incluyendo las Filipinas), encontrando un auge temporal también entre la Generación del 98 en España, quienes plantearon diversas reacciones a su percibido esteticismo.

## Características
Sus rasgos más comunes eran un marcado anticonformismo y un esfuerzo de renovación. Surgió de una intención de expansión de la expresión hispánica y la necesidad de una renovación estética que anunciara la independencia cultural de España cincuenta años después de la independencia política. Esta intención de separación condujo a un rechazo de las formas académicas establecidas por el canon español y una apertura a elementos y formas de otras expresiones artísticas.
El término modernismo designaba cierta corriente heterodoxa de renovación religiosa, y se aplicó en el campo de las artes a tendencias surgidas en los últimos veinte años del siglo XIX. En su origen el apodo de «modernistas» era utilizado con un matiz despectivo. Hacia 1890, Rubén Darío y otros autores asumen tal designación con orgullo; a partir de entonces el término modernismo fue perdiendo valor peyorativo.
Cabría definir el modernismo literario como un movimiento de ruptura con la estética vigente que se inicia en torno a 1880 y cuyo desarrollo fundamental alcanza hasta la Primera Guerra Mundial. Tal ruptura se enlaza con la amplia crisis espiritual de fin de siglo. El modernismo hispánico es una síntesis del Parnasianismo y del Simbolismo: el primero toma la concepción de la poesía como bloque marmóreo, con el anhelo de perfección formal, los temas exóticos y los valores sensoriales; el segundo, la concepción de que el arte debe sugerir, y buscar efectos rítmicos dentro de una variada musicalidad. El Modernismo también engloba, aunque con menos importancia, corrientes estéticas como el Decadentismo y La Hermandad Prerrafaelista.

## Autores principales
El modernismo cuenta con un elevado número de escritores en América. Algunos han tenido verdadera repercusión internacional y otros han quedado reducidos al ámbito nacional. Un aspecto común fueron los viajes que hicieron, bien por trabajo (muchos fueron diplomáticos), bien por ampliar sus conocimientos y conocer a otros escritores. Rubén Darío es, sin lugar a dudas, el más influyente, pero también hay otros que influyeron fuera de sus países de origen.
Algunos autores que participaron de una estética semejante y publicaron en la primera mitad de la década de 1880, como José Martí, Max Henríquez Ureña, Julián del Casal, Manuel Gutiérrez Nájera, Salvador Díaz Mirón, Enrique Gómez Carrillo, Manuel González Prada y José Santos Chocano en Perú,  el colombiano José Asunción Silva, Guillermo Valencia, Enrique González Martínez y el español Salvador Rueda fueron considerados precursores del modernismo. La crítica actual los considera autores plenamente modernistas.

### Escritores argentinos

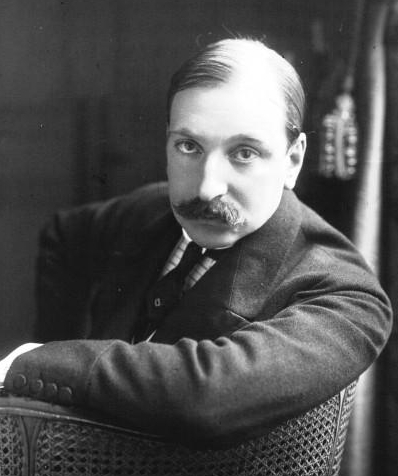
Enrique Larreta en 1914

En Argentina destacó Leopoldo Lugones y Enrique Larreta. El primero fue poeta, ensayista, político y periodista, amigo de Borges. De pequeño se mudó con su familia a Ojo de Agua, en Santiago del Estero, y más tarde estudió el bachillerato en Córdoba. Posteriormente se trasladó a Buenos Aires y viajó a Europa. Se suicidó, quizá por su inestabilidad psicológica. Fue fuertemente influido por el simbolismo en Las montañas del oro (1897), y en Los crepúsculos del jardín (1905). El segundo, Enrique Larreta perteneció a una familia adinerada y contrajo matrimonio con una mujer de familia aristocrática. Estudió Derecho y trabajó como embajador. Vivió en Biarritz y en Ávila. Era un gran admirador de Unamuno y del Siglo de Oro. Fue miembro de la Real Academia Española y de la Academia Argentina de la Historia. Su primera publicación fue Artemis (1896), pero su obra más importante es La Gloria de don Ramiro (1908).
Además, el modernismo en Argentina influyó en las letras de tango, con el uso de un lenguaje refinado que evocaba la lectura de los poemas de Rubén Darío, incluso referencias concretas a obras de ese autor. «Sólo se quiere una vez» con letra de Claudio Frollo y música de Carlos Vicente Gerossi Flores; «La novia ausente» con letra de Enrique Cadícamo y Música de Guillermo Barbieri y «Buenos Aires es tu fiesta» con letra de Horacio Ferrer y música de Raúl Garello son ejemplos de esta relación entre la poesía modernista y las letras de tango.

### Escritores bolivianos
Ricardo Jaimes Freyre (Tacna, 1868-1933) fue un escritor y diplomático boliviano-argentino. Era hijo de Lucas Jaimes y Carolina Freyre, escritores. Fue amigo de Rubén Darío, con quien fundó la Revista de América en 1899 en Buenos Aires, donde conoció a Lugones. Trabajó en una larga lista de instituciones. Fue profesor de psicología, literatura perceptiva y lógica y fue miembro de la Academia Argentina de Letras. En 1921 fue nombrado ministro de Instrucción Pública, de Agricultura y de Guerra en Bolivia. Trabajó como embajador en varios países. Su poesía es preciosista y muy meditada, entre sus obras es importante Leyes de la versificación castellana (1907).

### Escritores chilenos

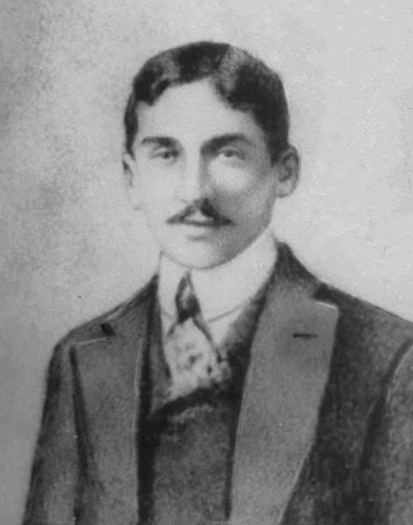
Carlos Pezoa Véliz

Carlos Pezoa Véliz (Santiago de Chile, 1879-ídem, 1908) es considerado, junto a Pedro Prado, el escritor chileno más importante de la primera mitad del siglo XX. Fue adoptado cuando era pequeño y dejó los estudios en 1898 para enrolarse en la Guardia Nacional. Colaboró con varios diarios, como La voz del pueblo, La comedia humana y Luz y sombra. Siguió la corriente de otros compatriotas de alejarse del modernismo hacia una poesía más regionalista. Obtuvo su reconocimiento poético en el Ateneo de Santiago. Su obra se mantuvo inédita hasta después de su muerte.

### Escritores colombianos
En Colombia destacó principalmente José Asunción Silva seguido por Guillermo Valencia Castillo. El primero nació en Bogotá y  realizó su educación de forma autodidacta desde que abandonó los estudios en 1878. Viajó a París y vivió en Londres y en Suiza. Se suicidó tras el fracaso del negocio familiar y las consiguientes deudas. La muerte de su hermana y de su abuelo y la pérdida de gran parte de su obra en un naufragio. Su obra poética conocida es, por tanto, escasa, aunque se destaca por su innovación y por su gran contenido modernista. Lo más recordado de su obra son los Nocturnos. Por otro lado, Guillermo Valencia Castillo (Popayán, 1873-Popayán, 1943), fue un poeta, diplomático y político con una gran trayectoria, quien llegó a ser en dos ocasiones candidato a presidente de la República de Colombia y a ocupar una banca de senador. Hijo de una familia de origen español, se empezó a interesar por la poesía en un colegio de sacerdotes franceses. Viajó a París, donde conoció a Darío. Se convirtió en uno de los más importantes modernistas al publicar Ritos (1899). Años después, su hijo Guillermo León Valencia fue presidente de Colombia entre 1962 y 1966.Fue pionero del Modernismo en Colombia. Además, fue diplomático y candidato presidencial, creador de una poesía pictórica con influencias del romanticismo y del parnasianismo.

### Escritores costarricenses
En este país destacó Rafael Ángel Troyo y Lisímaco Chavarría. El primero, nacido en Cartago, 1870-1910, fue poeta, novelista, cuentista y músico. Se le considera el introductor del modernismo en Costa Rica, en una época donde la literatura nacional estaba influenciada por la tradición nacionalista. De cómoda posición económica, viajó por Europa y los Estados Unidos viviendo una vida bohemia, para luego establecerse en su natal Cartago, donde compartió con otros artistas como Darío y José Santos. Poeta romántico de poesía lírica y prosa poética, entre sus obras están Corazón joven (1904) y Poemas del alma (1906). Se le considera una de las figuras más excelsas de la cultura costarricense. Por otro lado, Lisímaco Chavarría (San Ramón, 1878-1913) fue poeta y escritor. De orígenes humildes y escasa formación académica, en su corta vida logró posicionarse como uno de los poetas más importantes de la literatura costarricense, representante del modernismo en Costa Rica pero desarrollador de un estilo propio, que lo llevó a considerársele un renovador de la poesía lírica nacional. Publicó seis poemarios: Orquídeas (1904), Nómadas (1904), Desde Los Andes (1907), Añoranzas líricas: poema vívido (1907), Manojo de guarias (1913, póstumo) y Palabras de la momia (1919, póstumo).

### Escritores cubanos
En Cuba destacó José Martí y Julián del Casal. El primero fue un político, pensador, periodista, filósofo, poeta, masón y Héroe Nacional de Cuba muerto durante la guerra de Independencia cubana. En su juventud, luego de estar en prisión, estuvo tres años en España peninsular en carácter de desterrado, donde estudió Derecho, Filosofía, Letras y música. En 1881 se establece en Nueva York, donde planifica la independencia de Cuba, colaborando como periodista en The Hour y The Sun. Ha ejercido una notable influencia en el sentimiento de identidad del pueblo cubano. Fue el precursor del Modernismo. Por su parte, Julián del Casal (La Habana, 1863-ídem, 1893) ya en el Real Colegio de Belén se dedicó a escribir en un periódico que él mismo había fundado: El estudiante. En 1881, comenzó a trabajar en el Ministerio de Hacienda y también a estudiar Derecho, pero dejó esos estudios por la literatura. Su puesto en el Ministerio lo dejaría más tarde para trabajar como corrector y periodista. Quiso viajar a París, pero nunca estuvo allí, aunque sí visitó Madrid, donde conoció a Salvador Rueda. Su primer libro fue Hojas al viento (1890).

### Escritores dominicanos
Manuel de Jesús Galván (1834-1910) fue un novelista, político, periodista y diplomático. Su obra más importante es Enriquillo (1879), una  novela histórica que trata la conquista de América por los españoles desde el punto de vista de un joven indígena, basada en el alzamiento del cacique Enriquillo.

### Escritores ecuatorianos

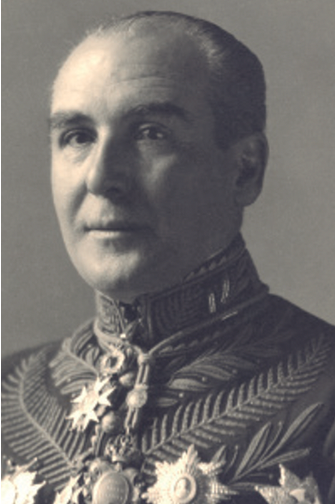
Gonzalo Zaldumbide

El Modernismo en Ecuador fue representado en la narrativa por Gonzalo Zaldumbide y José Rafael Bustamante y en la poesía por un grupo de cuatro poetas, a los cuales se los denominó La Generación Decapitada, debido a la forma súbita en la que murieron: Ernesto Noboa y Caamaño, Arturo Borja, Humberto Fierro y Medardo Ángel Silva, en situación extraña de la cual se han formado una serie de hipótesis. El término Generación Decapitada fue dado por el ensayista y periodista Raúl Andrade en su libro El perfil de la quimera. Los cuatro miembros de la Generación Decapitada compartieron una vida bohemia e inestable, con excesos, problemas amorosos, falta de interés en la notoriedad literaria y muertes trágicas. Por otro lado la narrativa modernista en Ecuador se caracterizó por la pureza del estilo, la introspección en los personajes y la meditación filosófica.
En la narrativa el autor más destacado sin duda es Gonzalo Zaldumbide, quien a través de su crítica literaria, sus ensayos pero especialmente su novela Égloga Trágica crearía una obra de referencia en esta corriente literaria. Esta novela empezada en 1913 sería completada al final de su carrera cuando retomaría su "obra de juventud", ya que a lo largo de su vida Zaldumbide se había mantenido fiel a la estética modernista y clásica que había desarrollado desde sus primeras publicaciones de crítica literaria y ensayos arielistas. Su estilo ha sido descrito como "lujosa prosa descriptiva modernista", fue elogiada por Aurelio Espinosa Pólit y Julio Tobar Donoso por su estilo, mientras que Enrique Anderson Imbert la interpretó como una estilización poética más que una reproducción de la realidad o un análisis psicológico. Hernán Rodríguez Castelo resaltó su prosa como una sucesión de hallazgos plásticos e idiomáticos, y consideró a Zaldumbide decisivo en la literatura del siglo XX destacando su "Egloga trágica" como la prosa descriptiva más castiza y fina de su tiempo, posiblemente en América, y sus ensayos críticos por su penetrante talento crítico.
Asimismo, "Para matar el gusano" de José Rafael Bustamante es una novela modernista que se caracteriza por su rico lenguaje y detalladas descripciones del paisaje rural ecuatoriano. Su exploración profunda del destino humano, trascendiendo la mera representación costumbrista, podría interpretarse como una búsqueda de trascendencia y una preocupación existencial presentes en algunas manifestaciones del Modernismo.

### Escritores españoles

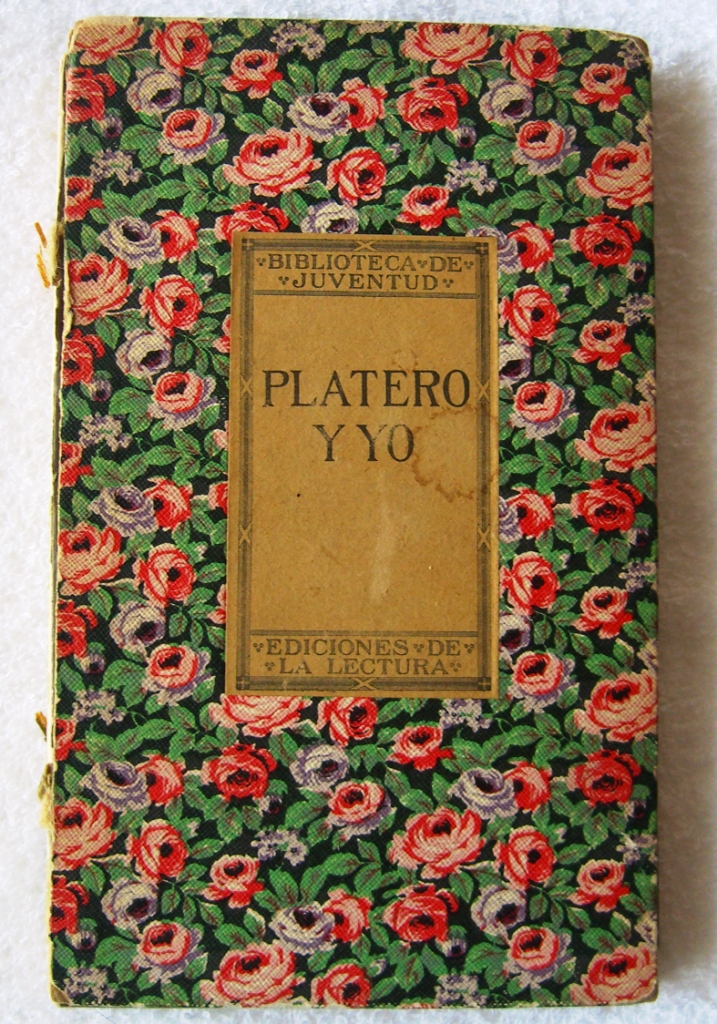
Platero y yo

En contraposición a los americanos, que tenían sentimientos independentistas y nacionalistas y no tuvieron mucha influencia por parte de los españoles, éstos sí recibieron la influencia americana, sobre todo tras el viaje de Rubén Darío a España, en 1892 y en otros dos en 1899 y 1908: en esos viajes atrajo a la estética a gran número de seguidores: los hermanos Manuel Machado (El mal poema, La fiesta nacional) y Antonio Machado (Soledades (1903), más bien simbolista), el joven Juan Ramón Jiménez (Ninfeas, Almas de violeta, Arias tristes), el primer Ramón María del Valle-Inclán (Aromas de leyenda), y los poetas y dramaturgos Eduardo Marquina y Francisco Villaespesa, entre muchos otros (Alejandro Sawa, Emilio Carrere etc). Destaca el particular teatro modernista en verso de tipo histórico, con grandes, vistosas y aparatosas escenografías: En Flandes se ha puesto el sol de Eduardo Marquina; El alcázar de las perlas de Francisco Villaespesa o Don Juan de Mañara de los hermanos Machado. Los españoles también tuvieron influencia, aunque en menor medida, de los parnasianos y simbolistas franceses. Aunque ya son observables textos modernistas en revistas literarias españolas como Electra, La Vida Literaria o Revista Ibérica, en 1903 apareció la más importante revista del modernismo en España: Helios. Un suceso muy importante para la España de la época fue el desastre del 98 que vino a desgajar la Generación del 98 sin que todavía esté aclarada suficientemente la relación de esta generación con la estética del Modernismo.
Algunos autores son difíciles de caracterizar como modernistas o no pueden ser caracterizados así durante toda su vida. Así, es difícil establecer a qué movimiento literario pertenece Ramón María del Valle-Inclán (Villanueva de Arosa, 1866-Santiago de Compostela, 1936) por la amplitud de su obra. Destacan, entre otras obras, las Sonatas (en prosa) y los esperpentos (teatro). Valle-Inclán pertenece también a la Generación del 98. Juan Ramón Jiménez es más bien un escritor del Novecentismo, pero su primera época es modernista y también se caracteriza por la influencia de Bécquer. Antonio Machado (Sevilla, 1875-Colliure, Francia, 1939), que también fue el gran poeta de la Generación del 98, tuvo también relación con el Modernismo. Junto a su hermano Manuel, escribió Las adelfas (1928), La Lola se va a los puertos, o Julianillo Valcárcel (1926). Soledades, publicada en 1903 y ampliada en 1907, es una obra todavía modernista, aunque se prefiere hablar más bien de «intimismo simbolista» (Felipe Pedraza) para caracterizarla; Machado se alejará definitivamente de esta estética alrededor de 1910. Algunos de los autores españoles más representativos encontramos a los siguientes.
En el contexto del modernismo español, destacaron diversos autores con contribuciones distintivas al movimiento. Tomás Morales (1884-1921), médico y figura política originaria de Moya, Gran Canaria, se erigió como uno de los principales exponentes poéticos del modernismo en España. Su círculo de allegados incluyó a otros autores modernistas canarios como Saulo Torón y Alonso Quesada. Entre su producción literaria sobresalen Las rosas de Hércules y el poema Oda al Atlántico. Por su parte, Álvarez de Cienfuegos (1885-1957), natural de Martos, Jaén, desarrolló una trayectoria como periodista, poeta y dramaturgo, mostrando una temprana afinidad por la estética modernista. Su obra más reconocida es Andantes, publicada en 1910. 
El madrileño Ricardo Gil (1858-1908) se caracterizó por una notable versatilidad en el uso de versos y combinaciones métricas, así como por un marcado carácter sentimental en su obra, siendo particularmente recordado por La caja de música (1898). Antonio Machado (1875-1939), sevillano de nacimiento y fallecido en el exilio en Colliure, Francia, si bien es considerado una figura central de la Generación del 98, mantuvo también vínculos con el modernismo, según la apreciación de Ricardo Gullón. Al igual que su hermano Manuel, cursó estudios en la Institución Libre de Enseñanza tras su traslado a Madrid. Ambos hermanos colaboraron en la creación de piezas teatrales como Las adelfas (1928), La Lola se va a los puertos y Julianillo Valcárcel (1926). Su obra poética Soledades, publicada inicialmente en 1903 y ampliada en 1907, es una referencia importante. Manuel Machado (1874-1947), hermano de Antonio, estudió Filosofía y Letras en Madrid y ejerció como bibliotecario, llegando a ser miembro de la Real Academia Española. Su obra lírica se distingue por su carácter ligero y formal, con títulos como Alma, Caprichos, La fiesta nacional y El mal poema. 
El barcelonés Eduardo Marquina (1879-1946) fue un prolífico poeta y dramaturgo, reconocido especialmente por la composición de una letra para el himno español por encargo del rey Alfonso XIII. En su producción poética destaca Vendimión (1909), y entre sus obras teatrales sobresalen Las hijas del Cid, En Flandes se ha puesto el sol, Teresa de Jesús y La ermita, la fuente y el río. Manuel Reina Montilla1 (1856-1905), oriundo de Puente Genil, Córdoba, desarrolló una actividad polifacética como político, periodista y poeta, dejando importantes contribuciones modernistas como Poemas paganos (1896), Rayo de sol y otras composiciones (1897) y El jardín de los poetas (1899). Salvador Rueda (1857-1933), nacido en Benaque, Málaga, es considerado uno de los precursores del modernismo en España. De formación autodidacta, trabajó en la Gaceta de Madrid antes de realizar viajes por Hispanoamérica, donde su obra fue bien recibida. Es célebre por su representación de las costumbres andaluzas en poemas y novelas, siendo Cantos de la vendimia (1891), En tropel (1892) y Fuente de salud (1906) algunas de sus obras principales. Saulo Torón Navarro (1885-1974), natural de Gran Canaria, cultivó una poesía de carácter sencillo e intimista, con un tono melancólico y una marcada importancia del mar en su temática. 
Alonso Quesada (1885-1925), seudónimo de Rafael Romero Quesada, nacido en Las Palmas de Gran Canaria, publicó antes de su fallecimiento por tuberculosis El lino de los sueños (1915), Crónicas de la ciudad y de la noche (1919) y La Umbría (1922), siendo la mayor parte de su obra publicada póstumamente. Finalmente, Francisco Villaespesa (1877-1936), originario de La Alpujarra, Granada, fue un dramaturgo, poeta prolífico, narrador y periodista cuya obra inicial se inscribe dentro del posromanticismo, destacando posteriormente con títulos modernistas como La copa del rey de Thule (1900), El alto de los bohemios, Bajo la lluvia (1910) y Los remansos del crepúsculo (1911), dejando un legado de 54 libros de poemas, 10 novelas cortas, 30 obras de teatro y un centenar de traducciones.

### Escritores guatemaltecos
En Guatemala destacó Enrique Gómez Carrillo y Rafael Arévalo. El primero fue un crítico literario, escritor, periodista y diplomático de Guatemala. Tuvo una vida muy viajera y bohemia. Su obra es muy amplia, pero destaca por sus crónicas. Consiguió una beca para estudiar en Madrid gracias a Rubén Darío, aunque en su viaje pasó primero por París, donde posteriormente sería cónsul. En 1892, publicó en Madrid Esquisses (significa ‘esbozos’ en francés), su primer libro. Fue académico de la Real Academia Española. Muchas de sus crónicas son muestras de sus viajes, pero también es autor de ensayos y novelas. Por otro lado, Rafael Arévalo Martínez (1884-1975). Su etapa inicial fue como escritor modernista; sin embargo, su larga vida e inquietudes intelectuales lo llevaron a escribir obras vanguardistas de ciencia ficción y filosóficas; su relato más famoso es El hombre que parecía un caballo.

### Escritores mexicanos

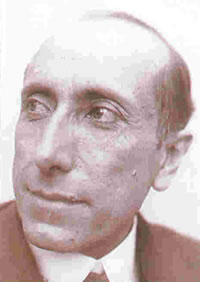
Amado Nervo

En México destacó Amado Nervo, Manuel Gutiérrez Nájera, Salvador Díaz Mirón, Luis Gonzaga Urbina, Enrique González Martínez y José Juan Tablada. El primero, fue un poeta, periodista y diplomático. Suele ser enmarcado dentro del Modernismo, aunque con un misticismo y una tristeza que contrastan con el resto de autores. Viajó a París, donde conoció a Oscar Wilde, y a Madrid, donde vivió un tiempo. Escribió poesía, ensayo y novela, y es conocido principalmente por El bachiller (novela, 1895), y sus obras poéticas Perlas negras, Místicas (1898) y La amada inmóvil (póstuma, 1922). Por otro lado, Manuel Gutiérrez Nájera (Ciudad de México, 1859-ídem, 1895) fue precursor del Modernismo en México. Su obra va desde la poesía hasta la crítica teatral pasando por el periodismo, aunque destaca su actividad como cronista de la capital mexicana. De estilo cercano al Romanticismo, es elegante y delicado. Utilizó pseudónimos frecuentemente, siendo el más conocido El duque Job. Sus obras más importantes son La duquesa Job, Hamlet a Ofelia, Odas breves, La serenata de Schubert, Cuentos frágiles y Cuentos color de humo.
Además, Salvador Díaz Mirón (Puerto de Veracruz, 1853-ídem, 1928) fue uno de los precursores del Modernismo. Pasó por dos etapas poéticas. La primera es más bien romántica y en la segunda su poesía va evolucionando hacia el Modernismo. Vivió en Estados Unidos, primero por decisión de su padre y más tarde por razones políticas. Su padre, periodista y político, siempre le influyó, por lo que siguió sus pasos y se metió también en el mundo de la política. De carácter muy violento, pasó varias temporadas en la cárcel. Fue miembro de la Academia Mexicana de la Lengua. Su principal obra es Lascas (1901). Por su parte, Luis Gonzaga Urbina (México D. F., 1864-Madrid, 1934) tuvo relación con Manuel Gutiérrez Nájera, quien influyó en él, así como Justo Sierra. Trabajó en numerosas revistas y periódicos, en estos últimos escribiendo críticas musicales y teatrales. Se dedicó también a la docencia, como literatura en la Escuela Nacional Preparatoria, donde había estudiado. En 1915 se exilió a La Habana. A pesar de su obra como crítico y cronista y sus escritos sobre literatura, destaca más como poeta, entre el Romanticismo y el Modernismo; no tan arrebatado como los románticos y mucho más sobrio que los modernistas.
Asimismo, Enrique González Martínez (Guadalajara, 1871-México D. F., 1952) fue poeta y diplomático, a pesar de haberse matriculado en medicina. Su poesía es sobria y tiene tintes filosóficos. Entre sus obras están Ausencia y canto, Bajo el signo mortal y Babel. Con influencia del simbolismo francés, rompió con el Modernismo con su libro Los senderos ocultos (1911). Por último, José Juan Tablada (Ciudad de México, 1871-Nueva York, 1945) fue poeta, diplomático y periodista. Fue vicecónsul ante los Estados Unidos. Colaboró con solo diecinueve años en El Universal y defendió el Modernismo en la Revista moderna. Su labor como diplomático le llevó a trabajar en muchos lugares fuera de Sudamérica, como Japón, Francia y Estados Unidos, y fue miembro de la Academia Mexicana de la Lengua. En su poesía utilizaba muchísimo la metáfora y también fue uno de los primeros en hacer ideogramas y en estudiar el arte hispanoamericano. Introdujo el modelo poético del haiku a la lengua española.

### Escritores nicaragüenses
En Nicaragua, además de Rubén Darío, destacó Alfonso Cortés. Darío, cuyo verdadero nombre fue Félix Rubén García Sarmiento, nació y murió en Nicaragua (1867-1916). Primero fue periodista y luego diplomático, por lo que viajó mucho por Europa y América. Máximo representante del modernismo literario en lengua Española, es, posiblemente, el poeta que ha tenido una mayor y más duradera influencia en la poesía del siglo XX en el ámbito hispánico. Fuertemente influido por románticos (Hugo, Musset), parnasianos (Leconte de Lisle, Heredia) y simbolistas, llegó a tener un nuevo y brillante estilo, dando una nueva musicalidad a los ritmos tradicionales castellanos. Sus obras principales son Azul... (1888), Prosas profanas (1896) y Cantos de vida y esperanza (1905). Su influencia en la literatura posterior es enorme. Conoció e influyó a todos o casi todos los escritores en castellano del Modernismo. Por su parte, Alfonso Cortés nació en León, el 9 de diciembre de 1893. Hijo de Salvador Cortés Fonseca, leonés, y de Mercedes Bendaña Mendieta, diriambina. Es considerado uno de los primeros poetas metafísicos de América, se inicia en el grupo Modernista de León bajo la sombra de Rubén Darío. En ese momento publica su primer libro llamado La Odisea del Istmo con el cual gana los Juegos Florales de Quetzaltenango. Cortés se nutrió de las esencias y formas de los sonetos de Charles Baudelaire y las obras de Stéphane Mallarmé, Jean Moréas y Paul Verlaine, de los cuales tradujo algunos poemas. Entre sus obras más destacadas se encuentran: Poesías (1931), Tardes de oro (1934), Poemas eleusinos (1935), Las siete antorchas del sol (1952, publicada en el hospicio de San Juan de Dios) y Las rimas universales (1964, con prólogo de Thomas Merton). En una noche de febrero de 1927, a sus 34 años, pierde su estado de cordura mental y pasa por 15 años encerrado en su casa en León. Posteriormente es diagnosticado con esquizofrenia y vive sus siguientes años de vida en manicomios en Nicaragua y Costa Rica. Aún en su estado de locura, continúa su labor literaria; su primer poema escrito en ese estado fue La canción del espacio. En uno de tantos encierros escribió su famoso poema Ventana el cual originalmente se llamó Un detalle. Fallece el 3 de febrero de 1969, a los 76 años de edad, acompañado por su hermana. Su cuerpo reposa al igual que el de Rubén Darío en la catedral de León.

### Escritores peruanos

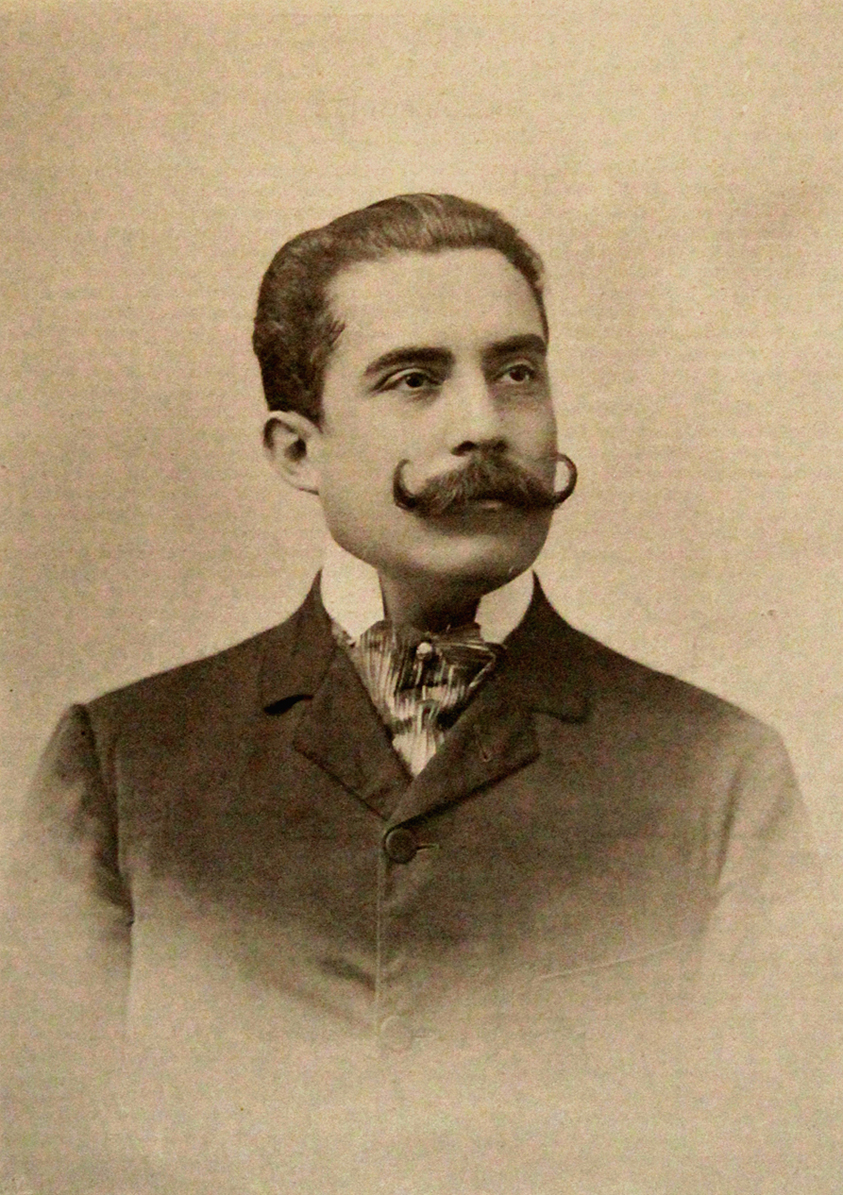
José Santos Chocano

En Perú destacó José Santos Chocano, Manuel González Prada, Aurora Cáceres, Clemente Palma Román, Abraham Valdelomar, Ventura García Calderón y la generación del 900. Primeramente, José Santos Chocano (Lima, 1875-Santiago de Chile, 1934) fue un poeta y diplomático que publicó obras, como La neblina, Azhares, La gran revista, Los cantos del Pacífico y muchas otras que originaron comentarios y críticas. Póstumamente aparecieron obras como: El poema del amor doliente, El alma de Voltaire, Memorias. Las mil y una aventuras, Oro de indias, Libro de oro, Poesías escogidas, entre otras. Fue apresado por las continuas críticas en el diario «La Tundra» al gobierno de Andrés A. Cáceres desde 1894, vinculado a la colaboración en gobiernos dictatoriales, debido a la cercanía con el presidente de Guatemala, Estrada Cabrera, será condenado a pena de muerte de la cual recibirá una amnistía a pedido del papa, rey Alfonso XII de España, el presidente del Perú, Augusto B. Leguía, y el presidente de Argentina. Posteriormente tras este hecho escribirá Alma América dedicada al rey de España. Fue elogiado durante la ceremonia por el alcalde de Lima, César Vallejo, Clemente Palma, entre otros contemporáneos y será nombrado como el poeta de América. En segundo lugar, Manuel González Prada (Lima, 1844-Lima, 1918). En el plano literario se le considera el más alto exponente del realismo peruano, así como por sus innovaciones poéticas se le denominó el "Precursor del Modernismo americano". Como prosista, es recordado principalmente por Páginas libres (1894) y Horas de lucha (1908), ensayos donde muestra una creciente radicalización de sus planteamientos. Defendió todas las libertades, incluidas la de culto, conciencia y pensamiento y se manifestó en favor de una educación laica. En el artículo Nuestros indios (1904), explica la supuesta inferioridad de la población autóctona como un resultado lógico del trato recibido y de la falta de educación.
En tercer lugar, Aurora Cáceres (Lima, 1872-Madrid, 1958) es representante del Modernismo, del indigenismo y del feminismo, ya que escribió ensayos como La emancipación de la mujer. Estudió en Alemania y en París y tenía un carácter cosmopolita y fue también defensora del catolicismo. En la capital francesa empezó a escribir, cuando era esposa de Enrique Gómez Carrillo. La rosa muerta es una novela cosmopolita modernista que, sin embargo, cambia el concepto de la mujer en el Modernismo. Su vida fue triste por pérdidas de familiares, por su matrimonio y por su exilio. En cuarto lugar, Clemente Palma Román (1872-1946) Nació y murió en Lima. Hijo del prolífico escritor peruano Ricardo Palma, su vida estuvo ligada a la literatura al nacer en el seno de una familia de intelectuales. Pese a que su padre fue símbolo ilustre del tradicionalismo, Clemente fue la primera reacción en contra del realismo y de la literatura de su padre. Es prácticamente el fundador de los cuentos fantásticos en el Perú, esto se resalta o manifiesta de manera máxima con la obra XYZ, que es considerada una novela de ciencia ficción.
En quinto lugar, Abraham Valdelomar (Ica, 1888-Ayacucho, 1919) fue un escritor muy completo, pues cultivó todos los géneros y es, junto a Clemente Palma y a Julio Ramón Ribeyro, uno de los cuentistas más importantes del Perú. Sus experiencias infantiles, relacionadas con el campo y el mar, influyeron enormemente en su obra posterior. Colaboró en revistas como dibujante, poeta y cuentista. En sus inicios se ve la influencia de González Prada y de Gabriele D'Annunzio. Su obra más importante es El Caballero Carmelo, escrita en su período de diplomático en Roma. Los hijos del Sol es otra colección de cuentos. En sexto lugar, Ventura García Calderón (París, 1886-ídem, 1959) fue un escritor y diplomático que vivió la mayor parte de su vida en París. Su obra, de la que buena parte está en francés, consiste sobre todo en cuentos, que tratan principalmente de fantasía, intriga y violencia y se ambientan en Perú y en lugares andinos, aunque desconocía bastante el interior del país y se notan prejuicios hacia los indígenas. Estuvo nominado al Premio Nobel de Literatura.
Por último, una importante rama del modernismo peruano fue la llamada Generación del 900. Esta generación desarrollada en el periodo llamado «Reconstrucción Nacional»,luego del conflicto bélico con Chile, fue conformada por un grupo de intelectuales con la idea de reconstruir una identidad que definiera al país, dentro de una sociedad con ambigüedad de pensamiento. Sus principales representantes fueron José de la Riva Agüero y Osma con Carácter de la literatura del Perú independiente (1905), Francisco García-Calderón Rey con Las condiciones sociológicas de América Latina (1908), Ventura García Calderón con Del romanticismo al modernismo (1910) y Víctor Andrés Belaúnde con El Perú antiguo y los métodos sociológicos (1908).

### Escritores puertorriqueños
Julia de Burgos (Carolina, 1914-Nueva York, 1953) fue la autora modernista más importante de Puerto Rico. Durante su niñez tuvo una vida difícil, su familia era pobre y ella tenía 12 hermanos. Ya adulta, devino miembro del Partido Nacionalista de Puerto Rico porque estuvo a favor de la independencia para Puerto Rico. Publicó tres colecciones de poemas.

### Escritores uruguayos

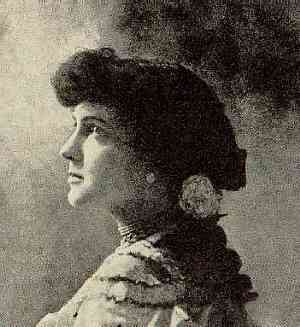
Delmira Agustini

En Uruguay destacó Delmira Agustini y Julio Herrera. La primera fue una poetisa descendiente de inmigrantes italianos. Nació en Montevideo y fue asesinada en esa misma ciudad por su exesposo a la edad de 28 años. Consideraba a Darío como su maestro, y forma parte junto a Julio Herrera y Leopoldo Lugones la Generación del 900 dentro del género lírico. Trató temas fantásticos, eróticos y exóticos y también se interesó en la sexualidad femenina. A Eros, dios del amor, le dedica Los cálices vacíos (1913). Por otro lado, Julio Herrera y Reissig (Montevideo, 1875-1910) fue educado en el Romanticismo, y se convirtió en líder del Modernismo en Uruguay. Su familia tenía poder económico y social (su tío llegó a ser presidente de Uruguay), tuvo problemas por su mala salud, que no le permitió viajar como otros modernistas. Escribió ensayos políticos y ficción, pero lo más importante de su obra es la poesía. Su reconocimiento literario llegó después de su muerte.

### Escritores venezolanos

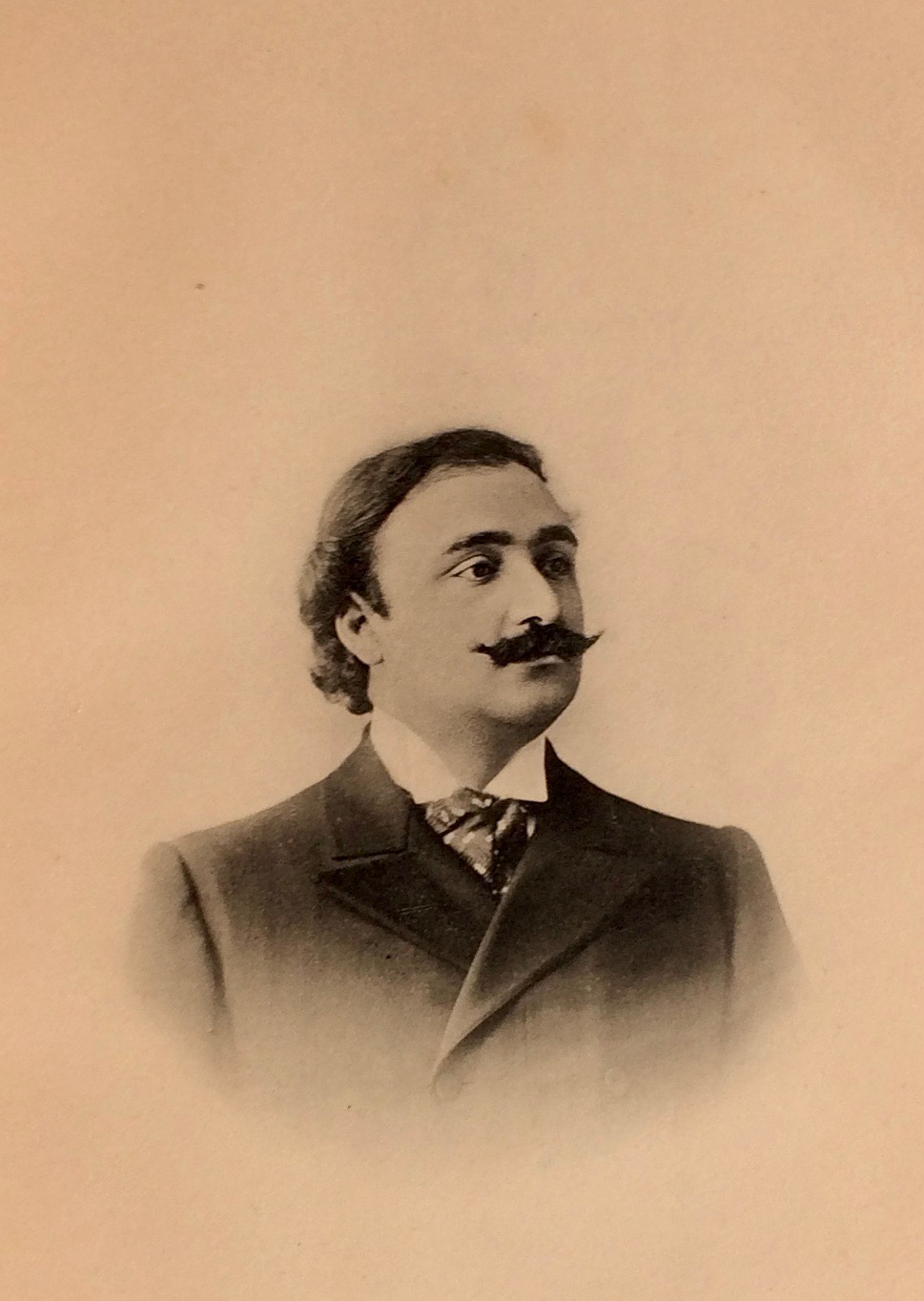
Pedro César Dominici

En este país destacó Rufino Blanco Fombona, Pedro Emilio Coll, Pedro César Dominici, Manuel Díaz Rodríguez y Luis Manuel Urbaneja Achelpohl. Primero, Rufino Blanco Fombona (Caracas, Venezuela, 17 de junio de 1874-Buenos Aires, Argentina, 16 de octubre de 1944) fue un escritor, diplomático y editor venezolano, figura destacada del modernismo literario.
En segundo lugar, Pedro Emilio Coll (Caracas, 12 de julio de 1872-Caracas, 20 de marzo de 1947) fue un periodista escritor, ensayista, político y diplomático. Uno de los máximos exponentes del modernismo, desde muy temprana edad mantuvo contacto con los principales escritores venezolanos de su generación. Durante su rol como cónsul en Francia, estuvo a cargo de la sección «Letras Latinoamericanas» de la revista Mercure de France. Cofundador junto con Pedro César Dominici y Luis Manuel Urbaneja de la revista Cosmópolis. En tercer lugar, Pedro César Dominici (Carúpano, estado Sucre, Venezuela, 18 de febrero de 1873-Buenos Aires, Argentina, 23 de agosto de 1954) fue un escritor, dramaturgo y diplomático. Cofundador de la revista Cosmópolis, su obra se inscribió en el llamado primer momento modernista del teatro venezolano. También dejó una obra ensayística y narrativa de interés.
Además, Manuel Díaz Rodríguez (Chacao, Miranda, 28 de febrero de 1871-Ciudad de Nueva York, 24 de agosto de 1927) fue un escritor modernista venezolano. Por último, Luis Manuel Urbaneja Achelpohl (Caracas, Venezuela, 25 de febrero de 1873-5 de septiembre de 1937) fue escritor y periodista. Es considerado como el iniciador del cuento moderno venezolano. También cofundador de Cosmópolis, incorporó el realismo y las formas naturalistas de la ficción, el cual a su vez pudo desarrollarse hacia el criollismo.

### Principal
- Crespo, Ángel (ed.): Antología de la poesía modernista. Tarragona, Tárraco, 1980. ISBN 84-7320-024-1. I
- Fernández Molina, Antonio (ed.): Antología de la poesía modernista. Madrid, Júcar, 1981. ISBN 84-334-3035-1.
- Jiménez, José Olivio: Antología crítica de la poesía modernista hispanoamericana. Madrid, Hiperión, 1989 (2.ª edición). ISBN 84-7517-149-4.
- Pacheco, José Emilio: Antología del modernismo, 1884-1921, México, Universidad Nacional Autónoma de México: Era, 1999.

### Secundaria
- Alegría, Fernando. Breve historia de la novela hispanoamericana, México: Ediciones de Andrea, 1959.
- Andrade, Raúl: El Perfil de la Quimera. Quito, Casa de la Cultura Ecuatoriana, 1950.
- Gullón, Germán. La modernidad silenciada. Madrid: Biblioteca Nueva, 2005.
- Gutiérrez, José Ismael. Perspectivas sobre el modernismo hispanoamericano. Madrid: Pliegos, 2007.
- Henríquez Ureña, Max. Breve historia del modernismo, México: Fondo de cultura Económica, 1978.
- Pineda Franco, Adela. Geopolíticas de la cultura finisecular en Buenos Aires, París y México: las revistas literarias y el modernismo, Pittsburgh: Instituto Internacional de Literatura Iberoamericana, 2006.
- Rico, Francisco. Historia y crítica de la Literatura española: Modernismo y 98. Barcelona: Crítica, 1980.
- Schmutzler, Robert. El modernismo, Madrid: Alianza Forma, 1985.
- Ward, Thomas. «Los posibles caminos de Nietzsche en el modernismo» en Nueva Revista de Filología Hispánica 50.2 (2002): 489-515.
- Ensina, Rocío. El nuevo modernismo del mundo, México: La Trina, 1950.
- Téllez, Luis Diego, El modernismo entre las piernas de la actualidad, Argentina: Ritinga, 1979.
- Yuliana Palermo, El amor no existe para quien no lo sabe utilizar, Colombia-Medellín 1997.